# Grön biätare
För fågelarten Merops superciliosus, se olivgrön biätare. Ej heller att förväxla med grön dvärgbiätare.
Grön biätare (Merops persicus) är en fågel i familjen biätare inom ordningen praktfåglar.

## Utseende
Som många andra arter i familjen biätare är den blåkindade biätaren en färggrann, slank fågel. Adulta individer blir 28 till 32 centimeter lång, inklusive ett 4–8 centimeter långt stjärtspröt. Kroppen är överlag grön och den har ett längre, smalare stjärtspröt än biätaren (M. apiaster). Strupen har en röd fläck och en klargul fläck på hakan. Den har ett svart ögonstreck, och örontäckarna samt pannan är himmelsblåa med en vit anstrykning. I flykten känns den igen på varmt brunröda vingundersidor. Könen är lika.

## Läte
Den gröna bilägarens läten liknar biätarens, men är generellt torrare, hårdare och ljusare. Den är heller inte lika vittljudande.

## Systematik och utbredning

### Taxonomi
Arten beskrevs taxonomiskt första gången av Pallas 1773 under namnet Merops persica. Detta vetenskapliga namn rättades senare till, efter latinsk grammatik, till Merops persicus. Länge behandlades taxonen Merops persicus, M. superciliosus och M. philippinus som en art, men idag behandlas de som tre arter.

### Utbredning
Grön biätare häckar lokalt i norra Afrika i bland annat Marocko, Algeriet, Egypten, Senegal och Nigeria. I övrigt häckar den i ett område som sträcker sig från Ukraina och Ryssland i Europa genom Kazakstan, Uzbekistan, Turkmenistan, Turkiet och Mellanöstern och österut till Afghanistan, Pakistan och Indien i Asien. Den är en flyttfågel som övervintrar i Afrika söder om sitt häckningsområde.   
Grön biätare delas in i två underarter med följande utbredning:
- Merops persicus chrysocercus Cabanis & Heine 1860 – häckar lokalt i nordvästra Afrika (söder om Atlasbergen); utanför häckningstid förekommer den från Senegambia till Tchadsjön
- Merops persicus persicus – häckar från Egypten till Balchasjsjön och Hindukush; den övervintrar i södra Afrika

Den observeras sällsynt norr om sitt häckningsområde. I Sverige har sammanlagt nio individer påträffats, till och med så långt norrut som Abisko i norra Lappland. Det senaste fyndet gjordes 4 juni 2025 i Södra Lökaröd i östra Skåne.

## Ekologi

### Biotop och föda
Grön biätare lever i subtropisk halvöken med få utspridda träd, som acacia. Den övervintrar i öppen skogsmark eller på grässlätter. Som namnet antyder livnär sig den blåkindade biätaren nästan uteslutande av insekter, speciellt bin, getingar och bålgetingar, vilka fångas i luften. Den föredrar att födosöka från telefonledningar om det är möjligt. 

### Häckning

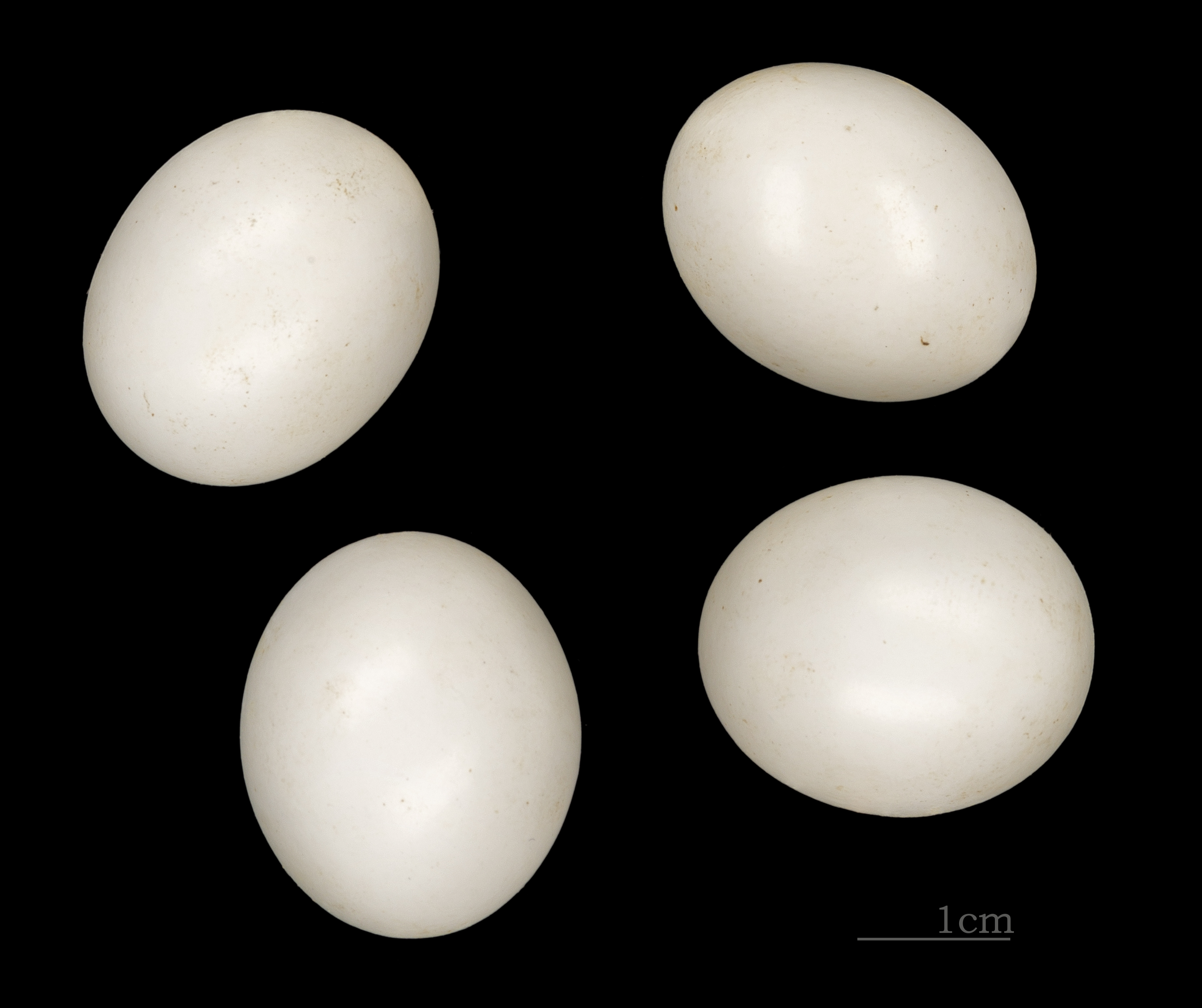
Ägg från grön biätare

Arten lever i flock och häckar kolonivis i sandbankar. Boet består av en relativt lång utgrävd tunnel i sanden och kan vara upp till 8 centimeter djup. Honan lägger i snitt 5-7, vita sfäriska ägg som båda föräldrarna ruvar. Paret, som lever monogamt, föder upp ungarna tillsammans och de lägger bara en kull per häckningssäsong.

## Status och hot
Arten har ett stort utbredningsområde och tros öka i antal. Internationella naturvårdsunionen IUCN listar den därför som livskraftig (LC). Världspopulationen uppskattas till mellan 150 000 och 400 000 adulta individer.